# Phil Boggs
Phil Boggs, (Akron,29 de Dezembro de 1949     - Miami, 2  de julho de 1990) foi um saltador ornamental norte-americano que competiu em provas de saltos ornamentais por seu país.

## Carreira
Boggs, iniciado no esporte através da Força Aérea, é o detentor de uma medalha de ouro olímpica, conquistada em 1976, na prova do trampolim de 3 metros nos Jogos de Montreal. Em campeonatos mundiais, é tricampeão também no trampolim de 3 metros, pódios estes atingidos consecutivamente entre 1975 e 1978, feito este apenas atingido por ele em mundiais. Aposentado das competições, formou-se em Direito. Faleceu aos quarenta anos de idade, na cidade de Miami.